# Ben Beckman
Ben Beckman (* 15. Dezember 1987 in Sutton) ist ein englischer Badmintonspieler. Karen Beckman, ebenfalls eine erfolgreiche Badmintonspielerin, ist seine Mutter.

## Karriere
Ben Beckman siegte 2009 im Herreneinzel bei den Wimbledon Open und 2010 bei den Croatian International. Bei den englischen Meisterschaften 2011 und 2012 gewann er jeweils Bronze im Einzel. 2012 wurde er auch Dritter bei den Portugal International.

## Sportliche Erfolge
| Saison | Veranstaltung           | Disziplin    | Platz | Name        |
| ------ | ----------------------- | ------------ | ----- | ----------- |
| 2009   | Wimbledon Open          | Herreneinzel | 1     | Ben Beckman |
| 2010   | Croatian International  | Herreneinzel | 1     | Ben Beckman |
| 2011   | Englische Meisterschaft | Herreneinzel | 3     | Ben Beckman |
| 2012   | Englische Meisterschaft | Herreneinzel | 3     | Ben Beckman |
| 2012   | Portugal International  | Herreneinzel | 3     | Ben Beckman |